# Lago de Martignano
El lago de Martignano es un pequeño lago en la región del  Lazio, en Italia, situado en un antiguo cráter. 
En la antigüedad era parte de Etruria del Sur y fue llamado Alsietinus Lacus. Augusto lo llamó el Aqua Alsietina, pero el agua no era potable y estaba destinada principalmente a abastecer de agua a su naumaquia en Roma, en la margen derecha del Tíber , donde se han descubierto algunos restos del acueducto en 1720. El recorrido del acueducto, que estaba mayoritariamente bajo tierra, es prácticamente desconocido: Frontino nos dice que recibía agua del lago Bracciano cerca de Careiae. Una inscripción relativa a esta historia  se encontró en este distrito en 1887 (F. Barnabei , Notizie degli Scavi, 1887, p. 181). 